# محمود أبو زيد (وزير)
محمود أبو زيد خبير في إدارة المياه ووزير أسبق ل وزارة الموارد المائية والري (1997 - 2009)، شغل في وقت سابق منصب رئيس المركز القومي لبحوث المياه التابع ل وزارة الموارد المائية والري . حاصل على شهادة الدكتوراه في هندسة المياه الجوفية من جامعة كاليفورنيا بالولايات المتحدة الأمريكية. لديه خبرة دولية طويلة في التدريس والبحث.

## مناصب شغلها
- شغل منصب رئيس المجلس العربي للمياه.
- بعد أن قاد المجلس العالمي للمياه (المنصة الدولية لأصحاب المصلحة المتعددين) منذ تأسيسه عام 1996 حتى 2003 ولا يزال الرئيس الفخري له.
- زميل معهد التنمية الاقتصادية، البنك الدولي.
- عضو المجلس الاستشاري للأمين العام للأمم المتحدة المعني بالمياه والصرف الصحي.
- رئيس مجلس الوزراء الإفريقي للمياه من 2005 حتى 2009.

## تكريماته
وقد تم منح السيد أبو زيد العديد من الجوائز المرموقة على الصعيدين الوطني والدولي بما في ذلك:
- وسام الجمهورية من الدرجة الأولى.
- جائزة الملك الحسن الثاني العالمية الكبرى للمياه (2003).
- جائزة الجمعية الأمريكية للري والصرف (1996).

## شغله منصب وزير الري
شغل أبو زيد منصب وزير الموارد المائية والري من العام 1997 حتى العام 2009. ولقد تم عزله إثر النزاع الذي حدث بين مصر ودول منبع النيل. كما ذكر أن السبب الحقيقي لعزله كان تقريراً قدمه لمجلس الشعب حول العقود الموقعة بين وزارة الزراعة وشركة المملكة للتنمية الزراعية المملوكة للوليد بن طلال.